# Heere
Heere là một đô thị ở huyện Wolfenbüttel, trong bang Niedersachsen, nước Đức. Đô thị Heere có diện tích 15,28 km².